# Sherlock Holmes : Le Mystère du tapis persan
Sherlock Holmes : Le Mystère du tapis persan est un jeu vidéo de type casual développé par Frogwares et sorti en mai 2008. Ce jeu n'est d'abord sorti qu'en téléchargement sur les sites de Frogwares et de Big Fish Games. Bien qu'en Allemagne et au Royaume-Uni, le jeu soit rapidement sorti sur support CD, ce n'est pas le cas en France. Le Mystère du tapis persan est toutefois disponible en France sur DVD-ROM depuis fin 2010 avec la sortie du coffret « L'Intégrale Sherlock Holmes » (comprenant les 5 premiers jeux d'aventure de la série « Sherlock Holmes » de Frogwares ainsi que ce jeu casual).
Pour la réalisation de ce jeu, de nombreux décors ont été repris de La Boucle d'argent, sorti 4 ans plus tôt.

## Trame
L'action se déroule en 1896. Un jeune peintre du nom de Vincent Gordon, récemment arrivé à Londres, déjà connu des forces de l'ordre pour de menus larcins, a été retrouvé assassiné par arme blanche et enroulé dans un tapis persan. Sherlock Holmes est chargé de l'enquête. Les premiers indices montrent que l'affaire est plus complexe qu'il n'y paraît, le jeune homme n'ayant visiblement pas été tué à l'endroit où son corps a été trouvé.

## Système de jeu
L'enquête n'est pas aussi complexe que les précédents jeux du studio, les personnages ne sont pas animés, il n'y a pas de voix (uniquement des encadrés de texte), et les encadrés d'aide sont très nombreux pour guider le joueur dans l'enquête. On retrouve bien, en revanche, le système de point & click pour « fouiller » différents décors fixes de façon à y trouver des indices pour l'enquête.

## Accueil
- Adventure Gamers : 2/5[1]